# Tržba
Tržba je v účetnictví a finančním účetnictví souhrn finančních prostředků přijatých určitým podnikatelem nebo v určité provozovně za prodané zboží nebo poskytnuté služby v příslušném časovém období (například denní tržba, týdenní tržba nebo měsíční tržba). Změny tržeb v ekonomice jsou důležitým indikátorem v hodnocení jejího vývoje. Na rozdíl od obratu zahrnuje tržba i platby, které byly později vráceny.

## Vymezení termínu
Termín tržba nebyl definován ani legislativně ani v české odborné literatuře (na rozdíl od termínů obrat, výnosy, příjmy). Byl však již dříve obsažen ve slovníku spisovného jazyka českého, kde zní: „úhrnný peněžní příjem z prodeje za určitou dobu nebo při nějaké příležitosti“. Definice podle Ústavu pro jazyk český počítá s příjmy a nikoliv s výnosy, takže z účetního Výkazu zisku a ztráty by nebylo možné tržby vyčíslit a jednalo by se též o rozpor s výkladem v účetnictví. Z Výkazu zisku a ztráty se tak jedná o položky Tržby za prodej zboží (řádek I.) + Výkony (II.) + Tržby z prodeje dlouhodobého majetku a materiálu (III.) + Tržby z prodeje cenných papírů a podílů (VI.).
Termín tržba je nově v legislativě používán v souvislosti se zavedením EET.